# Megaerops
Megaerops là một chi động vật có vú trong họ Dơi quạ, bộ Dơi. Chi này được Peters miêu tả năm 1865. Loài điển hình của chi này là Pachysoma ecaudatum Temminck, 1837.

## Các loài
Chi này gồm các loài: